# Bahnhof Cents-Hamm

Der Bahnhof Cents-Hamm ist einer von vier Stationen des Eisenbahnverkehrs in der luxemburgischen Hauptstadt Luxemburg. Er liegt an der Bahnstrecke Luxemburg–Wasserbillig am Streckenkilometer 2,9 und befindet sich im Stadtteil Cents-Hamm an der Rue de Pommiers.

## Anbindung
Der Bahnhof wird durch die Regionalexpresslinie RE11 angefahren, welche vom Bahnhof Luxemburg über Wasserbillig, Trier Hbf, Bullay, Cochem (Mosel) und Treis Karden nach Koblenz Hbf verkehrt. Ebenso hat die Regionalbuslinie EE2 eine Haltestelle am Bahnhof. Des Weiteren befindet sich am Bahnhof eine Park-and-Ride-Anlage sowie eine Bike-and-Ride-Anlage.
Der Bahnhof hat einen Aufzug an jedem Bahnsteig sowie ein Blindenleitsystem und akustische Ansagen.